# Reinhold Wirtz (Politiker)

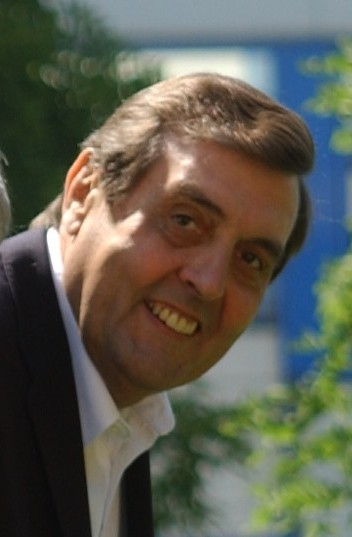
Reinhold Wirtz (2003)

Reinhold Wirtz (* 22. Oktober 1942 in Oberwürzbach; † 22. Juni 2020) war ein deutscher Politiker (SPD) und Gewerkschaftsfunktionär.

## Leben
Nach der Volksschule absolvierte Wirtz von 1956 bis 1959 eine Ausbildung zum Handformer. Bereits 1957 trat er in die IG Metall ein und engagierte sich zehn Jahre lang in der DGB-Jugend. Im Jahr 1969 besuchte er die Akademie für Arbeit und Sozialwesen des Saarlandes. Von 1971 bis 1975 war er politischer Sekretär der IG Metall Völklingen, danach deren Zweiter Bevollmächtigter und von 2000 bis zu seinem Ruhestand im Jahr 2004 schließlich Erster Bevollmächtigter.
Reinhold Wirtz war römisch-katholisch, verheiratet und hatte zwei Kinder. Er lebte bis zu seinem Tod im Juni 2020 in seinem Geburtsort Oberwürzbach.

## Politik
Wirtz war ab 1961 Mitglied der SPD. Von 1966 bis 1989 war er Vorsitzender des Ortsvereins Oberwürzbach, ab 1978 war er auch Vorsitzender des Stadtverbands St. Ingbert. In den Jahren 1981 bis 1994 gehörte er außerdem dem SPD-Landesvorstand an.
Von 1969 bis 1978 war er Mitglied im Gemeinde-/Ortsrat von Oberwürzbach, außerdem gehörte er von 1979 bis 2004 dem Stadtrat von St. Ingbert an (1982–1997 als Fraktionsvorsitzender). Im Jahr 1994 wurde er in den Landtag des Saarlandes gewählt, dem er für zwei Legislaturperioden bis 2004 angehörte.

## Auszeichnungen
Im Mai 2009 wurde Reinhold Wirtz mit dem Saarländischen Verdienstorden die höchste saarländische Auszeichnung durch die Landesregierung verliehen.